# Грінсборо-Бенд (Вермонт)
Грінсборо-Бенд (англ. Greensboro Bend) — переписна місцевість (CDP) в США, в окрузі Орлінс штату Вермонт. Населення — 237 осіб (2020).

## Географія
Грінсборо-Бенд розташоване за координатами 44°33′41″ пн. ш. 72°15′56″ зх. д. / 44.56139° пн. ш. 72.26556° зх. д. (44.561387, -72.265637).  За даними Бюро перепису населення США в 2010 році переписна місцевість мала площу 5,77 км², з яких 5,72 км² — суходіл та 0,05 км² — водойми.

## Демографія
Згідно з переписом 2010 року, у переписній місцевості мешкали 232 особи в 89 домогосподарствах у складі 71 родини. Густота населення становила 40 осіб/км².  Було 103 помешкання (18/км²).
Расовий склад населення:
| - 97,8 % — білих - 1,7 % — чорних або афроамериканців |

До двох чи більше рас належало 0,4 %. Частка іспаномовних становила 0,4 % від усіх жителів.
За віковим діапазоном населення розподілялося таким чином: 24,1 % — особи молодші 18 років, 57,8 % — особи у віці 18—64 років, 18,1 % — особи у віці 65 років та старші. Медіана віку мешканця становила 44,5 року. На 100 осіб жіночої статі у переписній місцевості припадало 98,3 чоловіків;  на 100 жінок у віці від 18 років та старших — 89,2 чоловіків також старших 18 років.
Середній дохід на одне домашнє господарство  становив 53 060 доларів США (медіана — 43 333), а середній дохід на одну сім'ю — 60 245 доларів (медіана — 51 250). За межею бідності перебувало 20,7 % осіб, у тому числі 0,0 % дітей у віці до 18 років та 17,1 % осіб у віці 65 років та старших.
Цивільне працевлаштоване населення становило 84 особи. Основні галузі зайнятості: освіта, охорона здоров'я та соціальна допомога — 25,0 %, сільське господарство, лісництво, риболовля — 16,7 %, виробництво — 14,3 %, науковці, спеціалісти, менеджери — 13,1 %.